# Léopold Willaert
Léopold Willaert (Brugge, 19 maart 1878 - Namen, 31 oktober 1963) was een Belgisch jezuïet, hoogleraar aan de Facultés Universitaires Notre-Dame de la Paix in Namen, historicus en specialist van het jansenisme.

## Levensloop
Willaert was een zoon van Leopold Willaert en Eugenia De Meulenaer. Hij deed zijn middelbare studies aan het koninklijk atheneum in Brugge en aan het Collège Saint-Servais in Luik. In 1895 trad hij binnen in het noviciaat van de jezuïeten in Drongen, waarna hij geschiedenis ging studeren aan de universitaire faculteiten in Namen. Hij ging ook filosofie studeren bij de jezuïeten in Stonyhurst College (1900-1903). In 1905 promoveerde hij aan de Katholieke Universiteit Leuven, onder de leiding van professor Alfred Cauchie, tot doctor in de geschiedenis. Behalve het traditionele curriculum eigen aan de jezuïetenopleiding, ging hij studeren aan de École nationale des chartes in Parijs (1912-1913). Hij werd daarop tot hoogleraar benoemd aan de Facultés Universitaires Notre-Dame in Namen, een opdracht die hij gedurende 43 jaar vervulde.
Willaert kreeg een reputatie van briljant docent en van nauwlettend vorser. Vooral zijn studies en publicaties over het jansenisme en zijn inbreng in de controverses betreffende de relatie tussen goddelijke tussenkomst en menselijke vrijheid, kregen bekendheid.
Hij nam actief deel aan het project tot modernisering van het geschiedenisonderwijs in de middelbare scholen. Zijn Histoire de Belgique (1929) lag aan de basis van heel wat wijzigingen in de schoolboeken.
Willaert werd:
- voorzitter van de bestuursraad van de Koninklijke Bibliotheek van België,
- lid van het Nationaal Comité van historische wetenschappen,
- lid van de Koninklijke Belgische Academie voor Archeologie,
- lid van de Internationale Commissie voor kerkelijke geschiedenis.

## Publicaties
- Les négociations politico-religieuses entre l'Angleterre et les Pays-Bas catholiques (1598-1625), (doctoraatsthesis), in: Revue d'histoire ecclésiastique' 1905-1907.
- Le Moyen Âge, Namen, 1927.
- Histoire de Belgique, Doornik, 1929.
- Les origines du jansénisme dans les Pays-Bas catholiques, Brussel, 1948.
- Bibliotheca janseniana belgica, 3 vol., Leuven, 1949-51.